# Finale Europees kampioenschap voetbal 2004
De finale van het Europees kampioenschap voetbal 2004 werd gehouden op 4 juli 2004 in het Estádio da Luz in Lissabon. Gastland Portugal stond in de finale tegenover Griekenland. Beide landen stonden voor het eerst in de finale. Griekenland won met 0-1 na een goal van Angelos Charisteas.

## Route naar de finale
|   | Land          | Wed | W | G | V | DV | DT | DS  | Pnt |
| - | ------------- | --- | - | - | - | -- | -- | --- | --- |
| 1 | Griekenland   | 8   | 6 | 0 | 2 | 8  | 4  | +4  | 18  |
| 2 | Spanje        | 8   | 5 | 2 | 1 | 16 | 4  | +12 | 17  |
| 3 | Oekraïne      | 8   | 2 | 4 | 2 | 11 | 10 | +1  | 10  |
| 4 | Armenië       | 8   | 2 | 1 | 5 | 7  | 16 | −9  | 7   |
| 5 | Noord-Ierland | 8   | 0 | 3 | 5 | 0  | 8  | −8  | 3   |

| Land           | Wed | Win | Gel | Ver | DS  | Pnt |
| -------------- | --- | --- | --- | --- | --- | --- |
| 1. Portugal    | 3   | 2   | 0   | 1   | 4-2 | 6   |
| 2. Griekenland | 3   | 1   | 1   | 1   | 4-4 | 4   |
| 3. Spanje      | 3   | 1   | 1   | 1   | 2-2 | 4   |
| 4. Rusland     | 3   | 1   | 0   | 2   | 2-4 | 3   |

| Land           | Wed | Win | Gel | Ver | DS  | Pnt |
| -------------- | --- | --- | --- | --- | --- | --- |
| 1. Portugal    | 3   | 2   | 0   | 1   | 4-2 | 6   |
| 2. Griekenland | 3   | 1   | 1   | 1   | 4-4 | 4   |
| 3. Spanje      | 3   | 1   | 1   | 1   | 2-2 | 4   |
| 4. Rusland     | 3   | 1   | 0   | 2   | 2-4 | 3   |

## Wedstrijdverslag
Portugal en Griekenland hadden eerder al de openingswedstrijd van het toernooi gespeeld. De Grieken wonnen toen verrassend met 2-1, maar eindigden wel achter Portugal in Groep A. Portugal werd voor de finale dan ook beschouwd als topfavoriet. Griekenland reageerde door met een defensieve ingesteldheid aan het duel te beginnen. Het team onder leiding van de Duitse trainer Otto Rehhagel loerde vooral op de counter en had als grootste zorg het voorkomen van een tegendoelpunt. Griekenland won uiteindelijk net als in de kwart- en halve finale met het kleinste verschil. Angelos Charisteas kopte na 57 minuten het leer tegen de netten. De centrale middenvelder en aanvoerder Theodoros Zagorakis werd na afloop uitgeroepen tot "Man van de Match".

### Wedstrijdgegevens
|                                      |          |                |             |                                                                                       |
| 4 juli 2004 «onderlinge duels» 20:45 | Portugal | 0 – 1          | Griekenland | Estádio da Luz, Lissabon Toeschouwers: 62.865 Scheidsrechter: Markus Merk (Duitsland) |
| 4 juli 2004 «onderlinge duels» 20:45 |          | 57' Charisteas |             | Estádio da Luz, Lissabon Toeschouwers: 62.865 Scheidsrechter: Markus Merk (Duitsland) |

| Portugal | Griekenland |

| Portugal:           |    |                   |         |
|                     |    |                   |         |
| GK                  | 1  | Ricardo           |         |
| RB                  | 13 | Miguel            | 43'     |
| CB                  | 16 | Ricardo Carvalho  |         |
| CB                  | 4  | Jorge Andrade     |         |
| LB                  | 14 | Nuno Valente      | 90+3'   |
| CM                  | 6  | Costinha          | 12' 60' |
| CM                  | 18 | Maniche           |         |
| RW                  | 7  | Luís Figo         |         |
| AM                  | 20 | Deco              |         |
| LW                  | 17 | Cristiano Ronaldo |         |
| CF                  | 9  | Pedro Pauleta     | 74'     |
| Wisselspelers:      |    |                   |         |
| DF                  | 2  | Paulo Ferreira    | 43'     |
| MF                  | 10 | Rui Costa         | 60'     |
| FW                  | 21 | Nuno Gomes        | 74'     |
| Coach:              |    |                   |         |
| Luiz Felipe Scolari |    |                   |         |

| Griekenland:   |    |                        |         |
|                |    |                        |         |
| GK             | 1  | Antonios Nikopolidis   |         |
| RB             | 2  | Giourkas Seitaridis    | 63'     |
| CB             | 5  | Traianos Dellas        | 85'     |
| CB             | 19 | Michalis Kapsis        |         |
| LB             | 14 | Takis Fyssas           | 67'     |
| RM             | 8  | Stelios Giannakopoulos | 75'     |
| CM             | 6  | Angelos Basinas        | 45+2'   |
| CM             | 7  | Theodoros Zagorakis    |         |
| LM             | 21 | Kostas Katsouranis     |         |
| CF             | 9  | Angelos Charisteas     |         |
| CF             | 15 | Zisis Vryzas           |         |
| Wisselspelers: |    |                        |         |
| DF             | 3  | Stylianos Venetidis    | 76'     |
| FW             | 22 | Dimitrios Papadopoulos | 81' 85' |
| Coach:         |    |                        |         |
| Otto Rehhagel  |    |                        |         |

FPF · A-internationals · Selecties · Statistieken · Bondscoaches · Portugees vrouwenelftal · Olympisch elftal · Portugal U21 · Portugal U20 · Portugal U19 · Portugal U18 · Portugal U17 · Vrouwen U17
1921 – 1929 · 
1930 – 1939 · 
1940 – 1949 · 
1950 – 1959 · 
1960 – 1969 · 
1970 – 1979 · 
1980 – 1989 · 
1990 – 1999 · 
2000 – 2009 · 
2010 – 2019 · 
2020 – 2029
EK's: 1984 · 
1996 · 
2000 · 
2004 · 
2008 · 
2012 · 
2016 · 
2020 · 
2024
WK's: 1966 · 
1986 · 
2002 · 
2006 · 
2010 · 
2014 · 
2018 · 
2022
OS: 1928 · 
1996 · 
2004 · 
2016
1921 · 
1922 · 
1923 · 
1924 · 
1925 · 
1926 · 
1927 · 
1928 · 
1929 · 
1930 · 
1931 · 
1932 · 
1933 · 
1934 · 
1935 · 
1936 · 
1937 · 
1938 · 
1939 · 
1940 · 
1942 · 
1943 · 1944 · 
1945 · 
1946 · 
1947 · 
1948 · 
1949 ·
1950 · 
1951 · 
1952 · 
1953 · 
1954 · 
1955 · 
1956 · 
1957 · 
1958 · 
1959 ·
1960 · 
1961 · 
1962 ·
1963 ·
1964 · 
1965 · 
1966 · 
1967 · 
1968 · 
1969 ·
1970 · 
1971 · 
1972 · 
1973 · 
1974 · 
1975 · 
1976 · 
1977 · 
1978 · 
1979 ·
1980 · 
1981 · 
1982 · 
1983 · 
1984 · 
1985 · 
1986 · 
1987 · 
1988 · 
1989 · 
1990 · 
1991 ·
1992 · 
1993 · 
1994 · 
1995 · 
1996 · 
1997 · 
1998 · 
1999 · 
2000 · 
2001 · 
2002 · 
2003 · 
2004 · 
2005 · 
2006 · 
2007 · 
2008 · 
2009 · 
2010 · 
2011 · 
2012 · 
2013 ·
2014 ·
2015 ·
2016 ·
2017 ·
2018 ·
2019 ·
2020 ·
2021 ·
2022
Albanië ·
Algerije ·
Andorra ·
Angola ·
Argentinië ·
Armenië ·
Azerbeidzjan ·
België ·
Bolivia ·
Bosnië-Herzegovina ·
Brazilië ·
Bulgarije ·
Canada ·
Chili ·
China ·
Cyprus ·
DDR ·
Denemarken ·
Duitsland ·
Ecuador ·
Egypte ·
Engeland ·
Estland ·
Faeröer ·
Finland ·
Frankrijk ·
Gabon ·
Georgië ·
Ghana ·
Gibraltar ·
Griekenland ·
Hongarije ·
Ierland ·
IJsland ·
Iran ·
Israël ·
Italië ·
Ivoorkust ·
Joegoslavië ·
Kaapverdië ·
Kameroen ·
Kazachstan ·
Koeweit ·
Kroatië ·
Letland ·
Liechtenstein ·
Litouwen ·
Luxemburg ·
Malta ·
Marokko ·
Mexico ·
Moldavië ·
Mozambique ·
Nederland ·
Nieuw-Zeeland ·
Nigeria ·
Noord-Ierland ·
Noord-Korea ·
Noord-Macedonië ·
Noorwegen ·
Oekraïne ·
Oostenrijk ·
Panama ·
Paraguay ·
Polen ·
Qatar ·
Roemenië ·
Rusland ·
Saoedi-Arabië ·
Schotland ·
Servië ·
Slovenië ·
Slowakije ·
Sovjet-Unie ·
Spanje ·
Tsjechië ·
Tsjecho-Slowakije ·
Tunesië ·
Turkije ·
Uruguay ·
Verenigde Staten ·
Wales ·
Zuid-Afrika ·
Zuid-Korea ·
Zweden ·
Zwitserland
Angola (2006) ·
België (2021) ·
Brazilië (2010) · 
Denemarken (2012) ·
Duitsland (2006) ·
Duitsland (2008) ·
Duitsland (2012) ·
Duitsland (2014) ·
Duitsland (2021) ·
Engeland (2000) ·
Engeland (2006) ·
Frankrijk (2006) ·
Frankrijk (2016) ·
Frankrijk (2021)  ·
Ghana (2014) ·
Griekenland (2004, 2) · 
Hongarije (2021) · 
IJsland (2016) · 
Iran (2006) ·
Iran (2018) ·
Marokko (2018) ·
Marokko (2022) ·
Mexico (2006) ·
Nederland (2006) ·
Nederland (2012) ·
Oostenrijk (2016) · 
Spanje (2012) · 
Spanje (2018) ·
Tsjechië (2008) ·
Tsjechië (2012) · 
Turkije (2008) ·
Verenigde Staten (2014) ·
Uruguay (2018) ·
Zuid-Korea (2022) · 
Zwitserland (2008) · 
Zwitserland (2022)
EPO · A-internationals · Bondscoaches · Selecties · Grieks vrouwenelftal · Olympisch elftal · Griekenland U21 · Griekenland U20 · Griekenland U19 · Griekenland U18 · Griekenland U17 · Griekenland U16
1920 – 1929 ·
1930 – 1939 ·
1940 – 1949 ·
1950 – 1959 ·
1960 – 1969 ·
1970 – 1979 ·
1980 – 1989 ·
1990 – 1999 ·
2000 – 2009 ·
2010 – 2019 ·
2020 − 2029
EK 1980 · 
EK 2004 · 
EK 2008 · 
EK 2012
WK 1994 · 
WK 2010 · 
WK 2014
OS 1920 · 
OS 1952 · 
OS 2004
1920 · 
1921–1928 · 
1929 · 
1930 · 
1931 · 
1932 · 
1933 · 
1934 · 
1935 · 
1936 · 
1937 · 
1938 · 
1939–1947 · 
1948 · 
1949 · 
1950 · 
1952 · 
1952 · 
1953 · 
1954 · 
1955 · 
1956 · 
1957 · 
1958 · 
1959 · 
1960 · 
1961 · 
1962 · 
1963 · 
1964 · 
1965 · 
1966 · 
1967 · 
1968 · 
1969 · 
1970 · 
1971 · 
1972 · 
1973 · 
1974 · 
1975 · 
1976 · 
1977 · 
1978 · 
1979 · 
1980 · 
1981 · 
1982 · 
1983 · 
1984 · 
1985 · 
1986 · 
1987 · 
1988 · 
1989 · 
1990 · 
1991 ·
1992 · 
1993 · 
1994 · 
1995 · 
1996 · 
1997 · 
1998 · 
1999 · 
2000 · 
2001 · 
2002 · 
2003 · 
2004 · 
2005 · 
2006 · 
2007 · 
2008 · 
2009 · 
2010 · 
2011 · 
2012 · 
2013 · 
2014 · 
2015 · 
2016 · 
2017 · 
2018 ·
2019 ·
2020 ·
2021 ·
2022 ·
2023
Albanië ·
Argentinië ·
Armenië ·
Australië ·
België ·
Bolivia ·
Bosnië en Herzegovina ·
Brazilië ·
Bulgarije ·
Canada ·
Chili ·
Colombia ·
Costa Rica ·
Cyprus ·
Denemarken ·
DDR · 
Duitsland ·
Ecuador · 
Egypte ·
El Salvador ·
Engeland ·
Estland ·
Ethiopië ·
Faeröer ·
Finland ·
Frankrijk ·
Georgië ·
Ghana ·
Gibraltar ·
Honduras ·
Hongarije ·
Ierland ·
IJsland ·
Israël ·
Italië ·
Ivoorkust ·
Japan ·
Joegoslavië ·
Kameroen ·
Kazachstan ·
Kosovo ·
Kroatië ·
Letland ·
Libië ·
Liechtenstein ·
Litouwen ·
Luxemburg ·
Malta ·
Marokko ·
Mexico ·
Moldavië ·
Montenegro ·
Nederland ·
Nieuw-Zeeland ·
Nigeria ·
Noord-Ierland ·
Noord-Korea · 
Noorwegen ·
Oekraïne ·
Oostenrijk ·
Palestina ·
Paraguay · 
Polen ·
Portugal ·
Qatar ·
Roemenië ·
Rusland ·
San Marino ·
Saoedi-Arabië · 
Schotland ·
Senegal · 
Servië · 
Slovenië ·
Slowakije ·
Sovjet-Unie ·
Spanje ·
Syrië ·
Tsjechië ·
Tsjecho-Slowakije ·
Turkije ·
Verenigde Staten ·
Wales ·
Wit-Rusland · 
Zuid-Korea ·
Zweden ·
Zwitserland
Colombia (2014) · 
Costa Rica (2014) · 
Duitsland (2012) · 
Ivoorkust (2014) · 
Japan (2014) ·
Polen (2012) ·
Portugal (2004, 2) · 
Rusland (2008) ·
Rusland (2012) ·
Spanje (2008) ·
Tsjechië (2012) ·
Zuid-Korea (2010) ·
Zweden (2008)